# Janice Francis
Pour les articles homonymes, voir Francis.
Janice Francis est une karatéka britannique connue pour avoir remporté la médaille de bronze en kumite individuel féminin plus de 60 kilos aux Jeux mondiaux 1993 puis le titre de championne d'Europe dans la même épreuve aux championnats d'Europe de karaté 1996.

## Résultats
| Résultat | Date     | Épreuve                   | Catégorie | Compétition                | Ville hôte            |
| -------- | -------- | ------------------------- | --------- | -------------------------- | --------------------- |
| [ 1 ]    | 1993     | Kumite individuel + 60 kg | Seniors   | Jeux mondiaux 1993         | La Haye, aux Pays-Bas |
| [ 2 ]    | Mai 1996 | Kumite individuel - 75 kg | Seniors   | Championnats d'Europe 1996 | Paris, en France      |